# Кухарев, Иван Миронович
Иван Миронович Кухарев (14 ноября 1911 — 5 сентября 1951) — подполковник авиации, Герой Советского Союза (27 июня 1945).

## Биография
Родился 14 ноября 1911 года в селе Марьевка Самарской губернии (ныне в Пестравском районе Самарской области) в семье крестьянина. Русский. Окончил Ивановское совхоз-училище, совхоз–техникум в селе Гавриловка Балтайского района, учился в Ленинградском агропедагогическом институте.
С 1934 года в Красной Армии. В 1936 году окончил Севастопольское военное авиационное училище. Член КПСС с 1937 года. Участник похода в Западную Белоруссию в 1939 году, советско-финской войны 1939-1940 годов.
С июня 1941 воевал на Юго-Западном, Сталинградском, Брянском, 1-м и 2-м Прибалтийском, 3-м Белорусском фронтах. Командовал 624-м штурмовым авиационным полком (308-я штурмовая авиационная дивизия, 2-я воздушная армия, 1-й Украинский фронт). В 1944 году авиаполк под командованием майора Кухарева принимал участие в Белорусской операции. За участие в боях за Молодечно полк под его командованием получил почётное наименование «Молодечненский».
Всего за годы войны И. Кухарев совершил 163 боевых вылета, участвовал в 16 воздушных боях, сбил 2 самолёта лично и 3 в составе группы.
С 1949 года жил и работал в Пружанах.
5 сентября 1951 года в 23:17 помощник старшего штурмана 311-й штурмовой авиационной дивизии Иван Кухарев на полигоне Ружаны во время ночных полётов, при выполнении бомбардировки с пикированием, вывел самолёт из пике на низкой высоте. Самолёт ударился о землю, экипаж в составе Ивана Кухарева и Александра Темникова погиб .

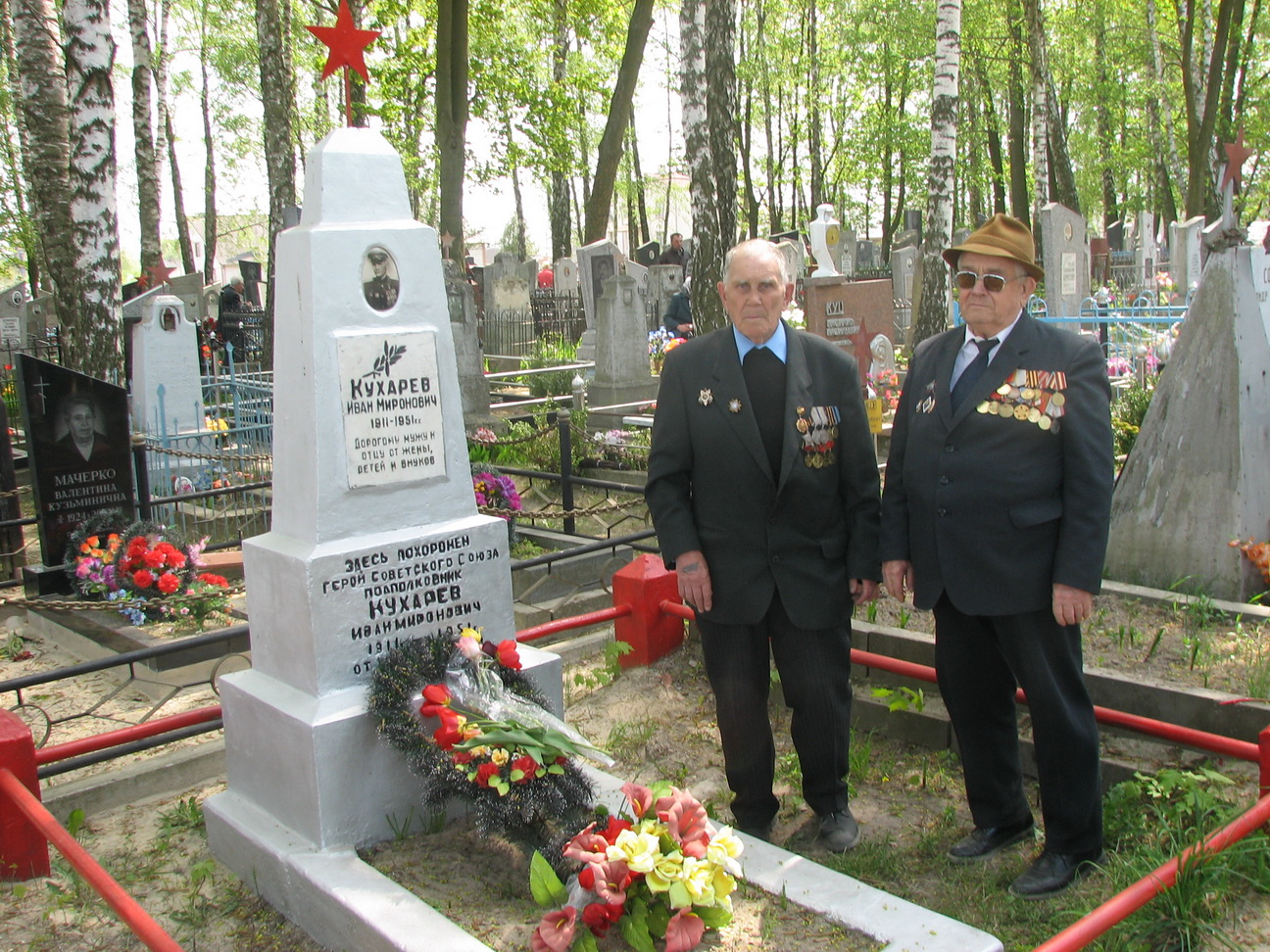
Могила Ивана Кухарева в Пружанах.

Похоронен в Пружанах 8 сентября 1951 года.

## Награды
- Медаль «Золотая Звезда» Героя Советского Союза (27.06.1945);
- два ордена Ленина (5.04.1944, 27.06.1945);
- два ордена Красного Знамени (2.08.1941, 15.08.1942);
- орден Александра Невского (22.02.1945);
- орден Отечественной войны 1 степени (27.07.1943);
- орден Красной Звезды;
- медали, в том числе:
  - медаль «За отвагу» (22.02.1941);
  - медаль «За боевые заслуги» (2.11.1944);
  - медаль «За оборону Сталинграда» (22.12.1942).

## Семья
Жена — Кухарева Зинаида Кузьминична (1918 г. р.). Сыновья Вячеслав (1939 г.р.) и Вадим (1947 г.р.).
Внуки Иван (1972 г.р.), Владимир (1974 г.р.), Владислав (1984 г.р.),Оксана(1968 г.р.) и Алексей (1979 г.р.). Правнучки: Екатерина (2003 г.р.), Евгения (2007г.р.), Анна (2013г.р.),София (2005 г.р.),Елена(1989 г.р.),Мария(1992 г.р.) и Ирина (1996 г.р.). Правнуки: Вадим (2016  г.р.)Праправнуки: Егор(2014 г.р.),  Праправнучки: Дарья (2016 г.р.)

## Память
Одна из улиц Пружан носит имя Ивана Кухарева.